# كنيسة مار جريس (اللد)

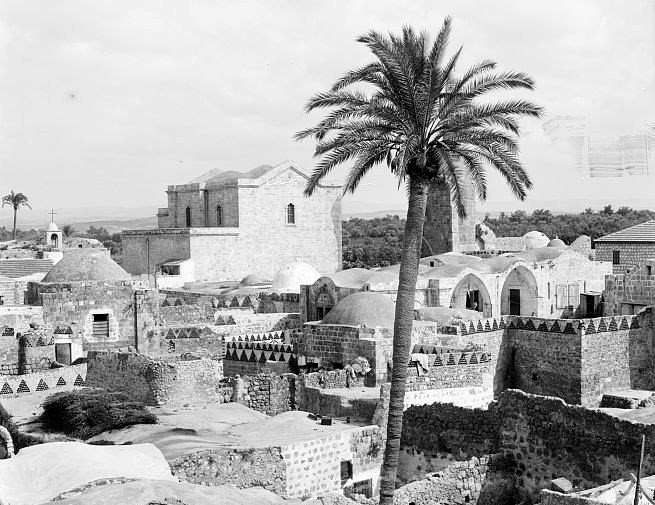
صورة للأسطح، اللد، حوالي عام 1920

كنيسة القديس جاورجيوس أو كنيسة مار جريس أو كنيسة الخضر هو ضريح من القرن الرابع المسيحي للشهيد المسيحي القديس جاورجيوس (أو الخضر) في مدينة اللد. شيدت الكنيسة الحالية في عام 1870 وتقع بجوار الجامع الكبير.
في نهايات القرن التاسع عشر، حصلت بطريركية القدس للروم الأرثوذكس على إذن من السلطات العثمانية لبناء كنيسة على موقع كنيسة سابقة. الكنيسة مبنية فوق بناء سابق من القرن الخامس عشر الميلادي على الجزء الشمالي من الصحن والجانب الأيسر من الكنيسة السابقة، والتي بقي منها محرابان يتجهان نحو الشمال بدلا من الشرق، كما هو معتاد.
اشترطت السلطات العثمانية على أن يخصص جزء من الأرض لبناء مسجد. لذا تغطي كنيسة القديس جاورجيوس الحالية الركن الشمالي الشرقي من الكنيسة البيزنطية فقط. أما قاعة الصلاة في المسجد المجاور، فتحتوي على عمود كان جزءا من صحن الكنيسة. يقع تابوت القديس جاورجيوس في داخل الكنيسة.

## معرض

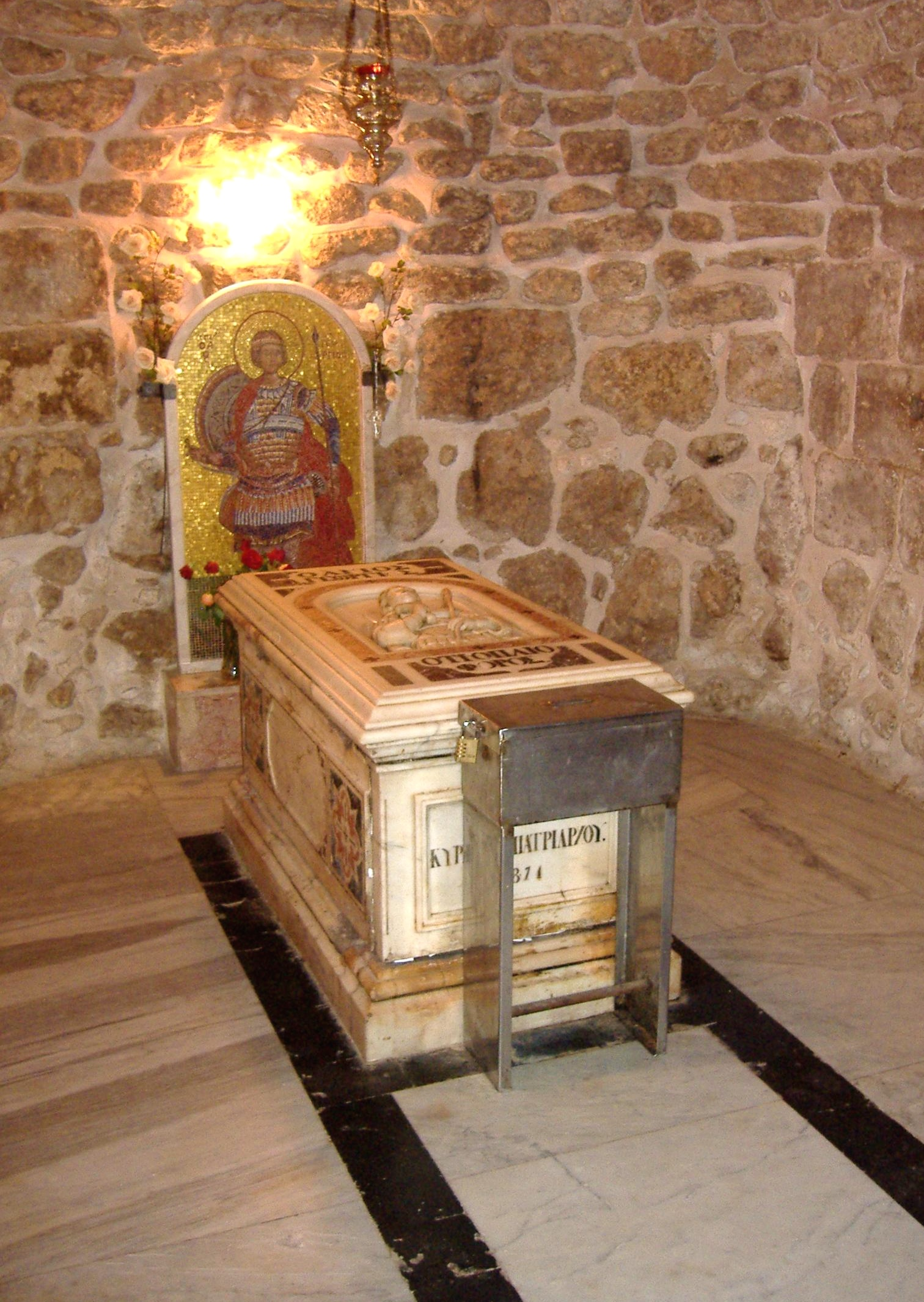
قبر القديس جاورجيوس داخل الكنيسة
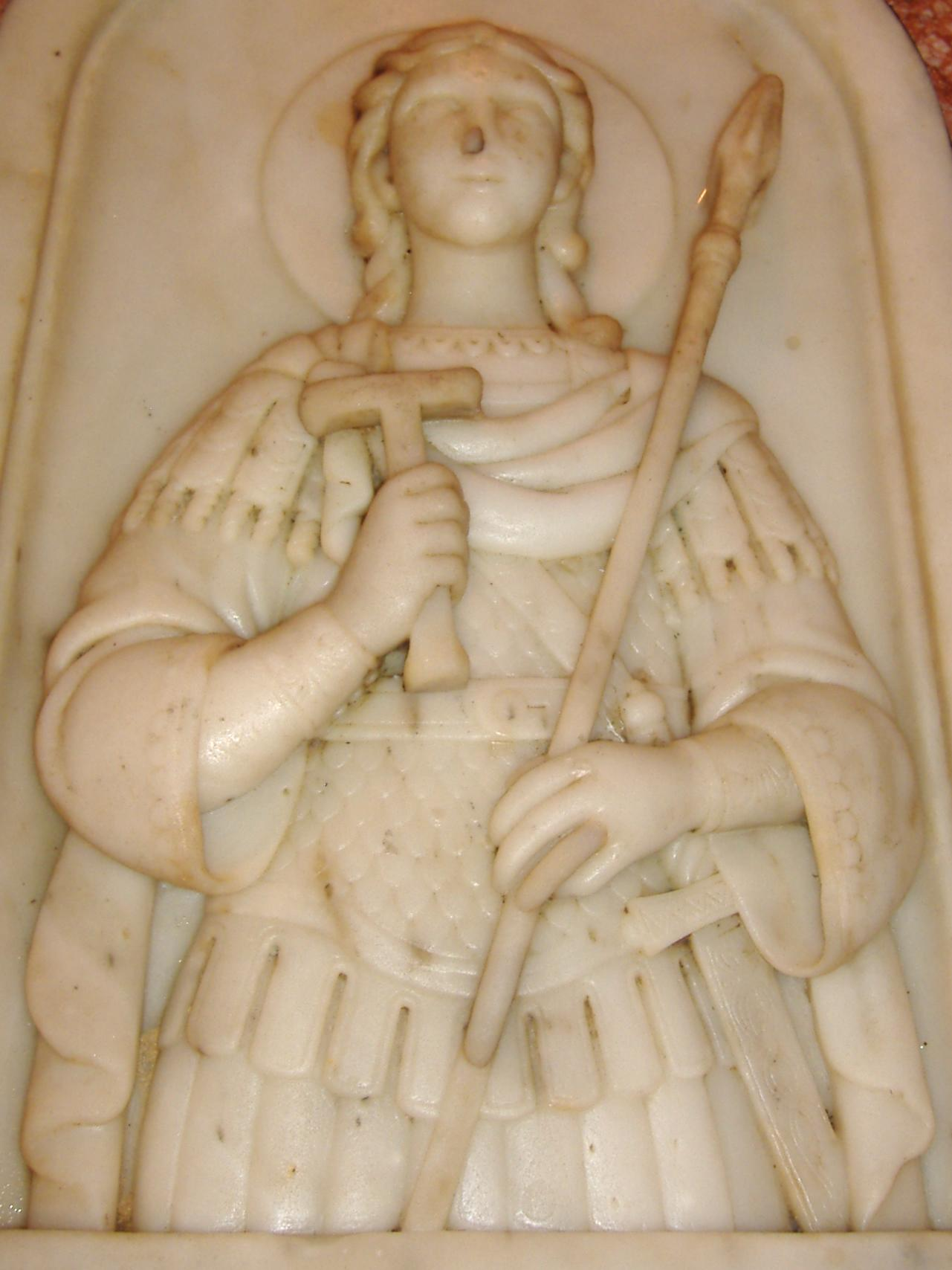
صورة القديس جاورجيوس منحوتة على التابوت
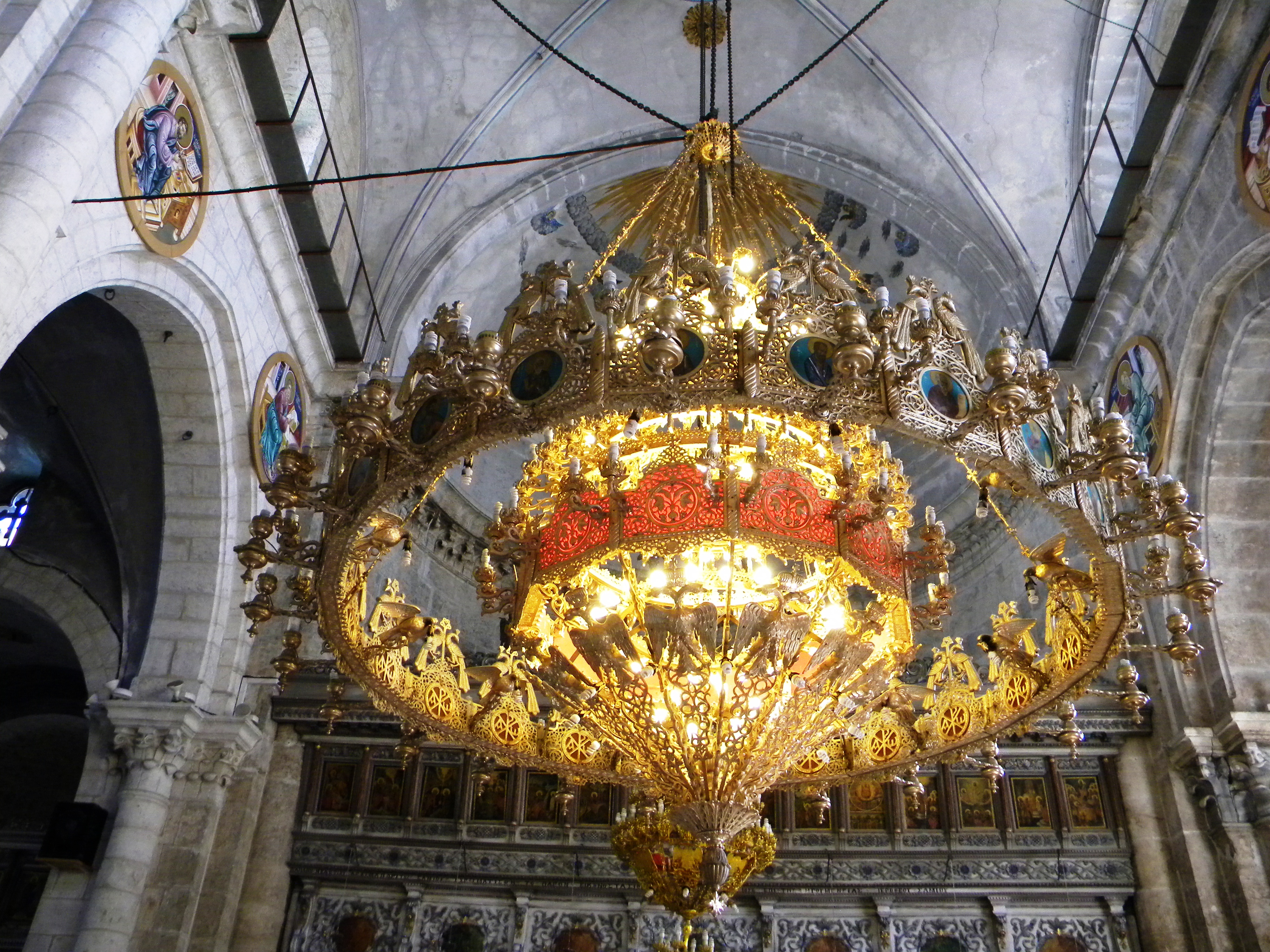
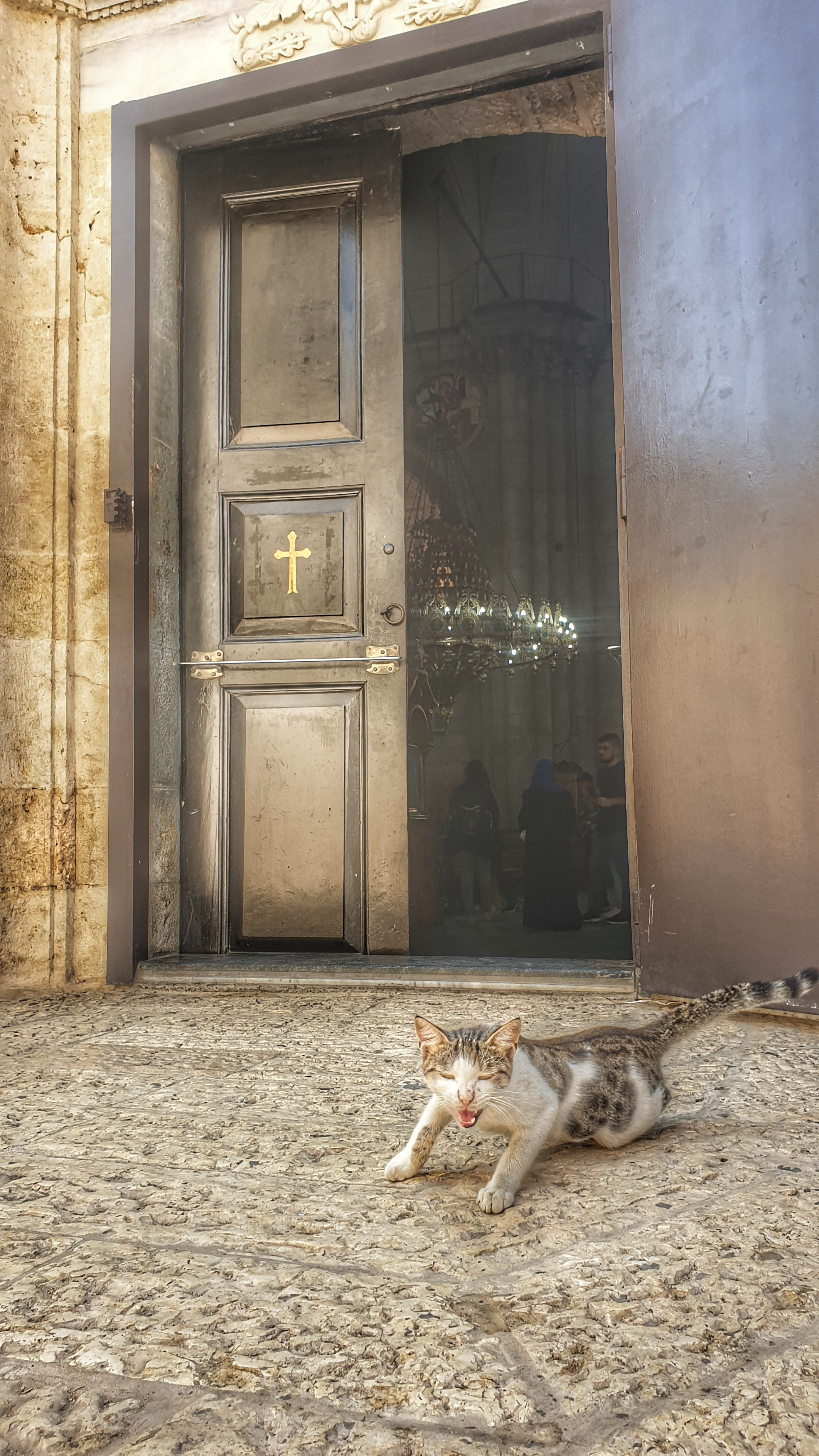
كنيسة القديس جاورجيوس أو كنيسة مار جريس أو كنيسة الخض

## وصلات خارجية
- http://www.planetware.com/lod/st-georges-church-isr-cn-lodsgc.htm نسخة محفوظة 30 سبتمبر 2007 على موقع واي باك مشين.
- http://www.jcjcr.org/index_item_view.php?iid=65 نسخة محفوظة 28 سبتمبر 2007 على موقع واي باك مشين.
- http://archnet.org/library/images/thumbnails.tcl?location_id=9972 نسخة محفوظة 21 يناير 2005 على موقع واي باك مشين.
- http://www.dvirgallery.com/artists/work_desc.asp?artistID=50&workID=734&contentPageID=5

إحداثيات: 31°57'10.8"N 34°53'58.15"E / 31.953000°N 34.8994861°E